# Армения на Европейских играх 2015
Армения на I Европейских играх, которые прошли в июне 2015 года в столице Азербайджана, Баку, была представлена 25 спортсменами,.
По словам генерального секретаря НОК Армении Грачья Ростомяна, все вопросы, касающиеся безопасности, бытовых условий спортсменов, условий для тренировок, были решены. Ростомян заявил, что первая группа отправилась в Баку 10 июня. Делегацию же возглавил сам Грачья Ростомян. Все финансовые вопросы решил президент НОК Гагик Царукян.

## Медали
| Серебро |                 |                                           |         |
| №       | Спортсмены      | Вид спорта (дисциплина)                   | Дата    |
| 1       | Мигран Арутюнян | Борьба (греко-римская, до 66 кг, мужчины) | 14 июня |

| Медали по видам спорта | Медали по видам спорта | Медали по видам спорта | Медали по видам спорта | Медали по видам спорта |
| ---------------------- | ---------------------- | ---------------------- | ---------------------- | ---------------------- |
| Вид спорта             | 1                      | 2                      | 3                      | Итого                  |
| Борьба                 | 0                      | 1                      | 0                      | 1                      |
| Всего                  | 0                      | 1                      | 0                      | 1                      |

## Состав команды

### Тхэквондо
- Арман Еремян (до 80 кг)

### Пулевая стрельба
- Грачик Бабаян

### Самбо
- Тигран Киракосян (до 57 кг)
- Ашот Даниелян (до 90 кг)
- Сосе Баласанян (до 52 кг)

### Дзюдо
- Ованнес Давтян (до 60 кг)
- Давид Никогосян (до 73 кг)
- Жанна Станкевич (до 52 кг)

### Бокс
- Артём Алексанян (до 49 кг)
- Нарек Абгарян (до 52 кг)
- Арам Авагян (до 56 кг)
- Самвел Барсегян (до 60 кг)
- Оганес Бачков (до 64 кг)
- Никол Арутюнов (до 81 кг)

### Вольная борьба
- Гарик Барсегян (до 57 кг)
- Володя Франгулян (до 61 кг)
- Дэвид Сафарян (до 65 кг)
- Григор Григорян (до 74 кг)
- Муса Муртазалиев (до 86 кг)
- Леван Берианидзе (до 125 кг)

### Греко-римская борьба
- Роман Амоян (до 59 кг)
- Мигран Арутюнян (до 66 кг)
- Карапет Чалян (до 75 кг)
- Максим Манукян (до 85 кг)

## Результаты

### Борьба
В соревнованиях по борьбе разыгрывалось 24 комплекта наград. По 8 у мужчин и женщин в вольной борьбе и 8 в греко-римской. Турнир проходил по олимпийской системе с выбыванием. В утешительный раунд попадали участники, проигравшие в своих поединках будущим финалистам соревнований. Каждый поединок состоит из двух раундов по 3 минуты, победителем становится спортсмен, набравший большее количество баллов. По окончании схватки, в зависимости от результатов в каждом из раундов спортсменам начисляются классификационные очки.
Мужчины
Греко-римская борьба
Легенда:

VT — победа на туше;

PP — победа по очкам с техническим баллом у проигравшего;

PO — победа по очкам без технического балла у проигравшего;

SP — техническое превосходство, победа по очкам с разницей более, чем в 6 баллов с техническим баллом у проигравшего;

ST — техническое превосходство, победа по очкам с разницей более, чем в 6 баллов без технического балла у проигравшего;

| Соревнование | Спортсмены      | Первый раунд               | 1/8 финала                    | Четвертьфинал                  | Полуфинал                     | Финал                        | Место |
| Соревнование | Спортсмены      | Соперник Результат         | Соперник Результат            | Соперник Результат             | Соперник Результат            | Соперник Результат           | Место |
| ------------ | --------------- | -------------------------- | ----------------------------- | ------------------------------ | ----------------------------- | ---------------------------- | ----- |
| до 59 кг     | Роман Амоян     | не участвовал              | Ж. Карвалью (POR) В 3:0 (PO)  | С. Маранян (RUS) П 0:4 (ST)    | Турнир за 3-е место           | Турнир за 3-е место          | 5     |
| до 59 кг     | Роман Амоян     | не участвовал              | Ж. Карвалью (POR) В 3:0 (PO)  | С. Маранян (RUS) П 0:4 (ST)    | Т. Фоннесбек (DEN) В 3:0 (PO) | Э. Мухтаров (AZE) П 1:4 (SP) | 5     |
| до 66 кг     | Мигран Арутюнян | И. Санчес (ESP) В 3:0 (PO) | К. Стас (BUL) В 4:0 (ST)      | А. Максимович (SRB) В 4:1 (SP) | Г. Алиев (AZE) В 3:1 (PP)     | А. Сурков (RUS) П 0:3 (PO)   | 2     |
| до 75 кг     | Карапет Чалян   | М. Мадсен (DEN) П 0:4 (ST) | Завершил выступление          | Завершил выступление           | Завершил выступление          | Завершил выступление         | 25    |
| до 85 кг     | Максим Манукян  | А. Омаров (CZE) В 3:1 (PP) | С. Тахмасеби (AZE) В 4:0 (ST) | А. Казакевич (LTU) В 3:1 (PP)  | Ж. Беленюк (UKR) П 1:4 (SP)   | Турнир за 3-е место          | 5     |
| до 85 кг     | Максим Манукян  | А. Омаров (CZE) В 3:1 (PP) | С. Тахмасеби (AZE) В 4:0 (ST) | А. Казакевич (LTU) В 3:1 (PP)  | Ж. Беленюк (UKR) П 1:4 (SP)   | М. Басар (TUR) П 0:3 (PO)    | 5     |